# شهر پالاوا
شهر پالاوا (به انگلیسی: Palava City) یک منطقهٔ مسکونی در هند است که در مهاراشترا واقع شده‌است. شهر پالاوا ۱۸٫۲۱ کیلومتر مربع مساحت دارد و ۱۰ متر بالاتر از سطح دریا واقع شده‌است.